# Flatbush Zombies

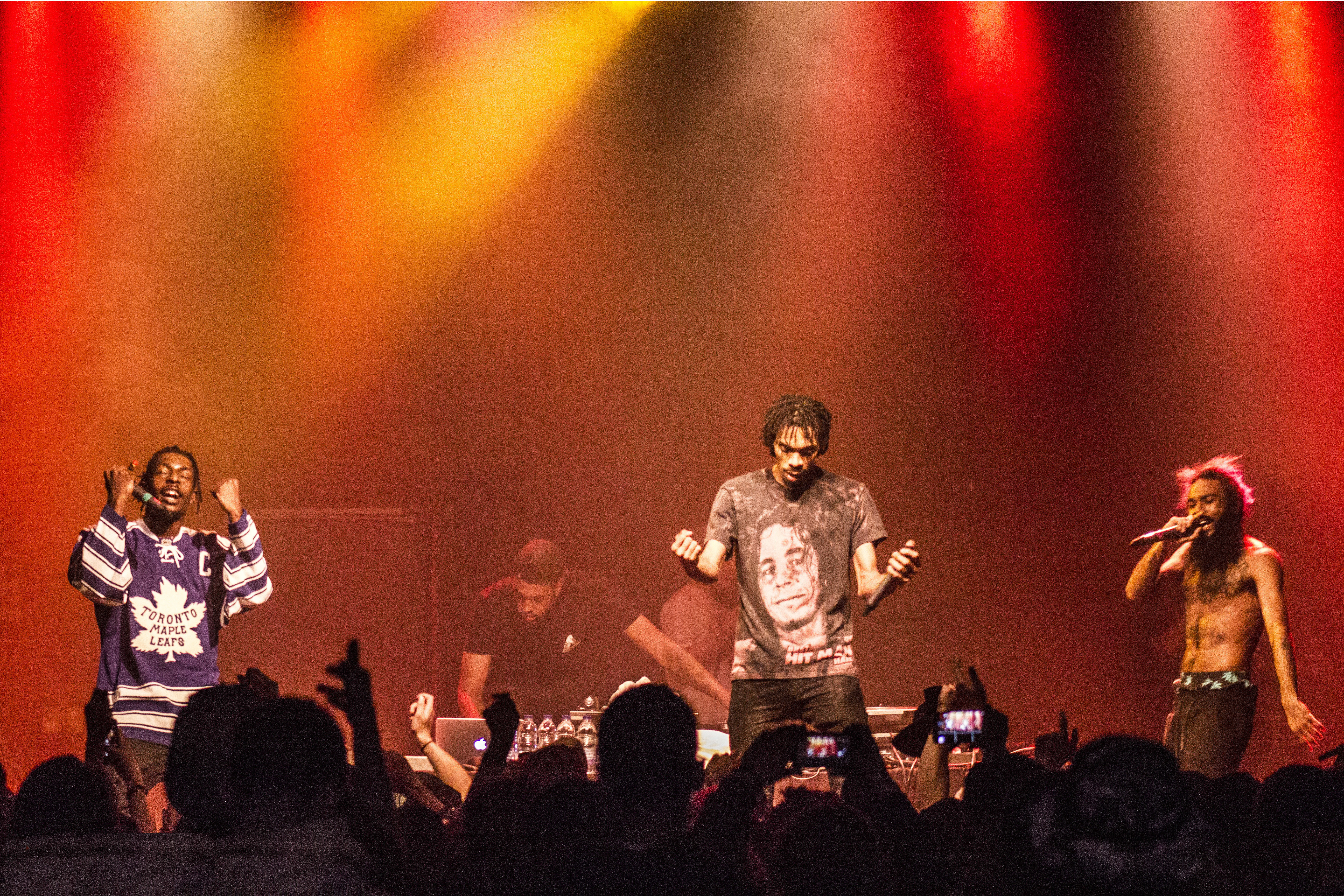
Die Flatbush Zombies

Die Flatbush Zombies sind eine Hip-Hop-Gruppe aus den Vereinigten Staaten, bestehend aus den Rappern Meechy Darko („Meech“) und Zombie Juice („Juicy“) sowie Erick „Arc“ Elliott („The Architect“), der gleichzeitig der Produzent ist. Die drei Musiker kommen aus dem Bezirk Flatbush im New Yorker Stadtteil Brooklyn. Sie gehören als Teil des Eastcoast-Rap des Sub-Genres Beast Coast an, zu dem auch andere Rapformationen wie The Underachievers, Joey Bada$$ und Pro Era sowie Produzenten der Ostküste Amerikas angehören.

## Anfänge, Karriereverlauf
Kennengelernt haben sich die späteren Bandmitglieder in Flatbush. Erick Elliot begann, inspiriert von Künstlern wie The Notorious B.I.G., Snoop Doggy Dogg oder der Hip-Hop-Formation Wu-Tang Clan, aus Spaß Beats zu produzieren. Meechy Darko rappte, ebenfalls aus Spaß und Langeweile, auf diese Beats, ebenso Zombie Juice. So hatte die Gruppe recht schnell eine Sammlung potenzieller Songs. Ihr Stil ist eine Mischung aus East-Coast und Down South Hip-Hop, orientiert an New School Rap. Die Texte behandeln das Leben im Ghetto, nicht unbedingt negativ, sondern sie reflektieren ihren Alltag, oft im Zusammenhang mit Drogenkonsum. Stilistisch sind sie inspiriert von dem Film Verdammt, die Zombies kommen.
Ende 2011 entstand der Song Thug Waffle, die eigentliche Geburtsstunde der Flatbush Zombies, wie sie sich wenig später offiziell nannten. Das Lied wurde zusammen mit einem Video am 4. Januar 2012 ins Internet hochgeladen, darauf folgten die Videoauskupplungen zu den Songs S.C.O.S.A. und Face Off.
Am 24. Juli 2012 wurde das Mixtape D.R.U.G.S. zum kostenlosen Download herausgebracht. Bis dahin hatten die Flatbush Zombies zahlreiche Fans für sich gewonnen. Durch die Zusammenarbeit mit bekannteren Musikern wie A$AP Rocky, RZA und Action Bronson, erlangten sie Aufmerksamkeit im Internet.
Am 11. September 2013 erschien das zweite Mixtape über das Label Electric KoolAde Records. Dazu wurden die Songs MRAZ und Death in Musikvideos verfilmt. Singleauskopplungen waren die Tracks MRAZ, Palm Trees, zu dem 2014 ebenfalls ein Musikvideo erschien, und 222. Das Mixtape war ebenfalls ein Erfolg in Bezug auf die Aufmerksamkeit, da beide Mixtapes anti-kommerziell waren. Die Musikvideos haben alle mehrere Millionen Aufrufe auf YouTube.
2014 gingen die Flatbush Zombies zusammen mit The Underachievers unter dem gemeinsamen Namen Clockwork Indigo auf Tour und veröffentlichten unter demselben Namen eine EP und darin den Song Butterfly Effect.
Am 11. März 2016 erschien das erste Album der Flatbush Zombies unter dem Titel 3001: A Laced Odyssey im bandeigenen Label „The Glorious Dead Records“.
Zudem erschien am 6. April 2018 das zweite Album unter dem Namen Vacation in Hell und am 31. Oktober 2018 die Single „New World Order“. Am 5. Dezember 2019 wurde das Musikvideo zur Single Monica veröffentlicht. Außerdem wurde das Album FBZ3 für 2020 angekündigt.
Am 5. Juni 2020 veröffentlichen die Flatbush Zombies ihre zweite EP unter dem Namen now, more than ever mit sechs Tracks.
Zusammen mit DJ Scratch steuerten die die Flatbush Zombies eine Coverversion des Liedes The Unforgiven für das Metallica-Tributealbum The Metallica Blacklist bei.

## Diskografie

### Alben
| Titel                            | Veröffentlichung | Format        | Label                     |
| -------------------------------- | ---------------- | ------------- | ------------------------- |
| It’s All a Matter of Perspective | 2014             | Download      | Electric KoolAde Records  |
| 3001: A Laced Odyssey            | 11. März 2016    | CD / Download | The Glorious Dead Records |
| Vacation in Hell                 | 6. April 2018    | CD / Download | The Glorious Dead Records |
| Now, More Than Ever (EP)         | 5. Juni 2020     |               | The Glorious Dead Records |

### Mixtapes
| Titel         | Veröffentlichung   | Format   | Label                            |
| ------------- | ------------------ | -------- | -------------------------------- |
| D.R.U.G.S.    | 24. Juli 2012      | Download | Eigenveröffentlichung/unabhängig |
| BetterOffDEAD | 11. September 2013 | Download | Electric KoolAde Records         |

### Musikvideos
| Titel                | Jahr | Regisseur               |
| -------------------- | ---- | ----------------------- |
| Thug Waffle          | 2012 | Luke Monaghan           |
| S.C.O.S.A.           | 2012 | The Madbury Club        |
| Face-Off             | 2012 | Phillip Annand          |
| MRAZ                 | 2013 | Phillip Annand          |
| Death                | 2013 | TONE and Vinny Picone   |
| My Team Supreme 2.0  | 2014 | The Last American B-Boy |
| Thugnificense        | 2014 | Juice                   |
| Palm Trees           | 2014 | A Plus Filmz            |
| Blacktivist          | 2015 | Mario Pfeifer           |
| Bounce (US: Gold)    | 2016 | A Plus Filmz            |
| This Is It           | 2016 | Phillip Annand          |
| Smoke Break/Fly Away | 2016 | A Plus Filmz            |
| Headstone            | 2018 | Luke Monaghan           |
| Vacation             | 2018 | The Madbury Club        |
| New World Order      | 2018 | Johnny LeFlare          |
| Monica               | 2019 | Noah Porter             |
| iamlegend            | 2020 | PTA Haiti 3000          |
| Afterlife            | 2020 | Arnaud Bresson          |

## Belege
1. ↑  Charts DE Charts CH Charts US
2. ↑  7 historische Rap-Stationen. (Memento des Originals vom 14. Juli 2014 im Internet Archive)  Info: Der Archivlink wurde automatisch eingesetzt und noch nicht geprüft. Bitte prüfe Original- und Archivlink gemäß Anleitung und entferne dann diesen Hinweis. In: Tageswoche, 25. Oktober 2013.
3. ↑  Auszeichnungen für Musikverkäufe: US